# Larringes
Larringes est une commune française située dans le département de la Haute-Savoie, en région Auvergne-Rhône-Alpes.

## Géographie

### Situation
Larringes est située au nord de la Haute-Savoie,  en hauteur des bords du lac Lémanprès du lac Léman, dans le Chablais français, plus exactement dans le Haut-Chablais.
Larringes fait partie du Pays de Gavot, composé de 7 communes situées sur un plateau dominant la ville d'Évian-les-Bains : Bernex, Champanges, Féternes, Saint-Paul-en-Chablais, Thollon-les-Mémises et Vinzier.
Larringes se trouve à 594 km de Paris (environ 6 h 30 en voiture), à 510 km (6 h) de Marseille, à 200 km (2 h 15) de Lyon et à 49 km (1 h 05) de Genève.

### Communes limitrophes
Les communes limitrophes sont  Champanges, Féternes, Neuvecelle, Publier, Saint-Paul-en-Chablais, Vinzier et Évian-les-Bains.
| Publier    | Évian-les-Bains   | Neuvecelle             |
| Champanges | Larringes         | Saint-Paul-en-Chablais |
|            | Féternes, Vinzier |                        |

### Géologie et relief
La superficie de la commune est de 8,07 km2 ; son altitude varie de 713  à   873 mètres.

### Hydrographie

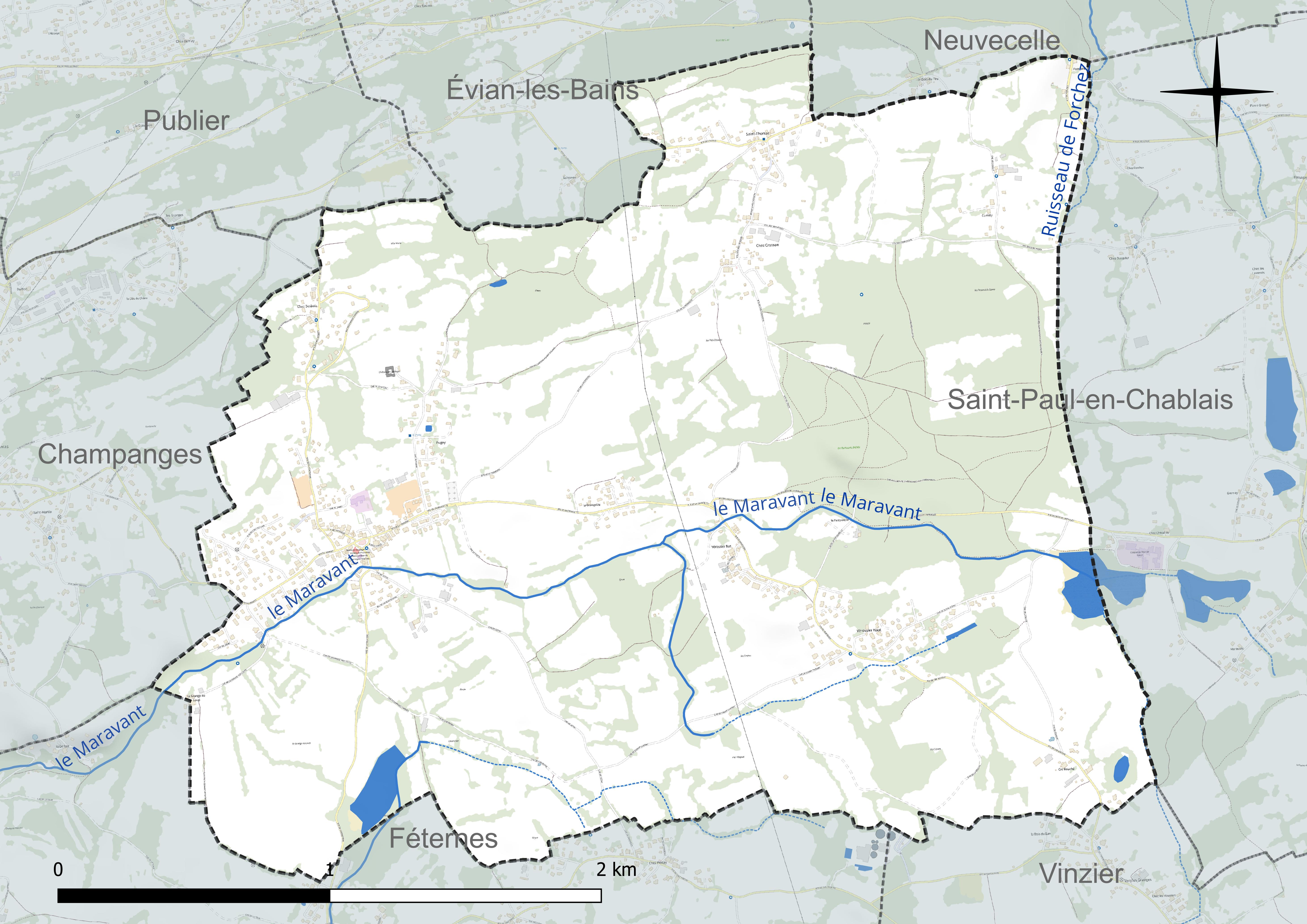
Carte hydrographique de la commune.

La commune est drainée par le Maravant.

#### Climat
Le climat y est de type montagnard du fait de la présence du massif alpin.

#### Paysages
- La forêt de résineux et de hêtres, de plusieurs hectares, est un véritable bonheur pour tous les promeneurs, amateurs de champignons, sportifs de tous niveaux pour lesquels un parcours santé a été aménagé.
- Une tourbière se trouve au lieu-dit Verrossier Haut, à l'est de la commune. Cette tourbière a été aménagée afin de permettre de la visiter. Elle fut exploitée pendant 3 ans dans les années 1940. Jusqu'à 30 hommes travaillèrent à fabriquer des briques de tourbe destinées au chauffage.

## Urbanisme

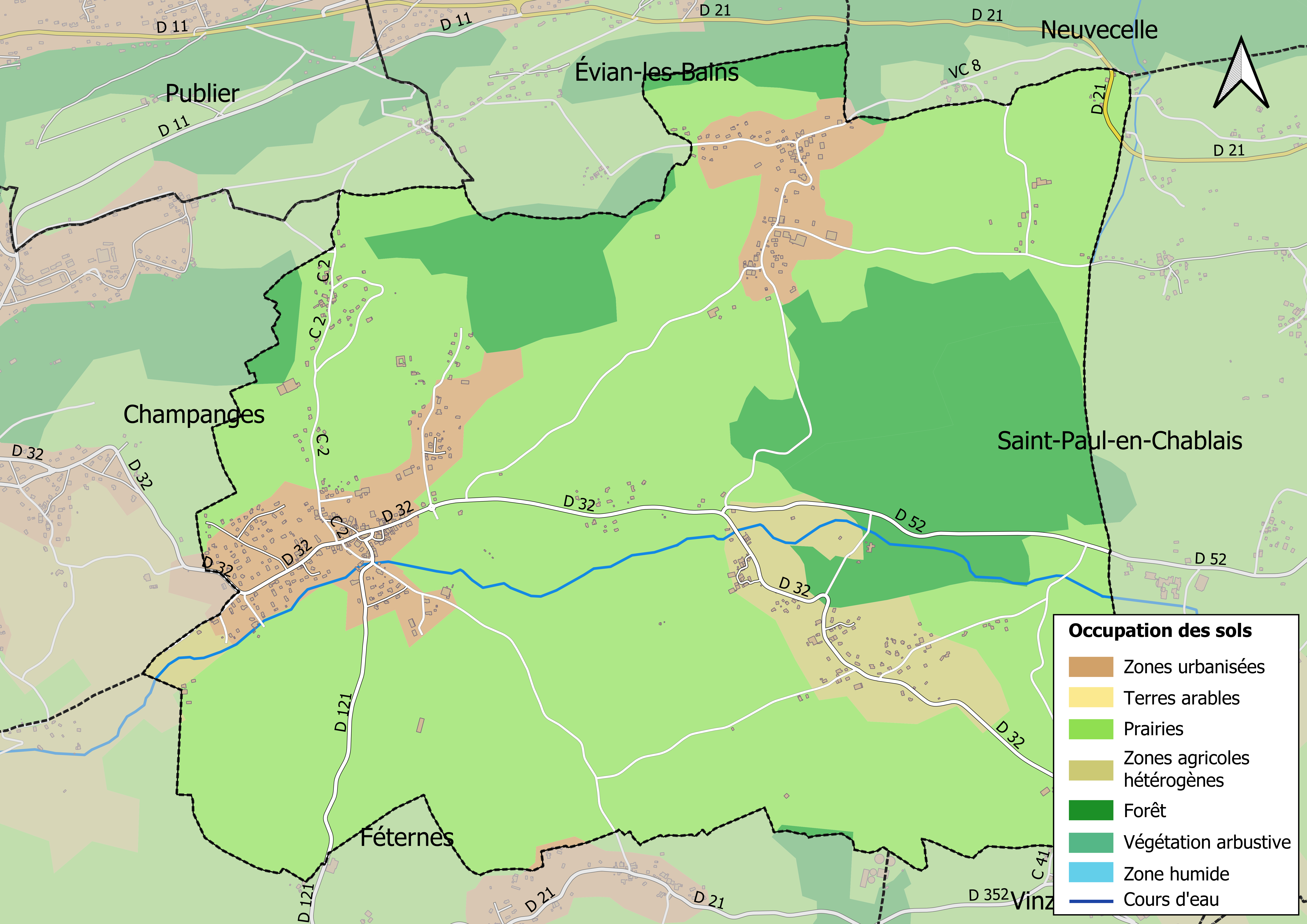
Carte des infrastructures et de l'occupation des sols en 2018 (Corine Land Cover) de la commune.

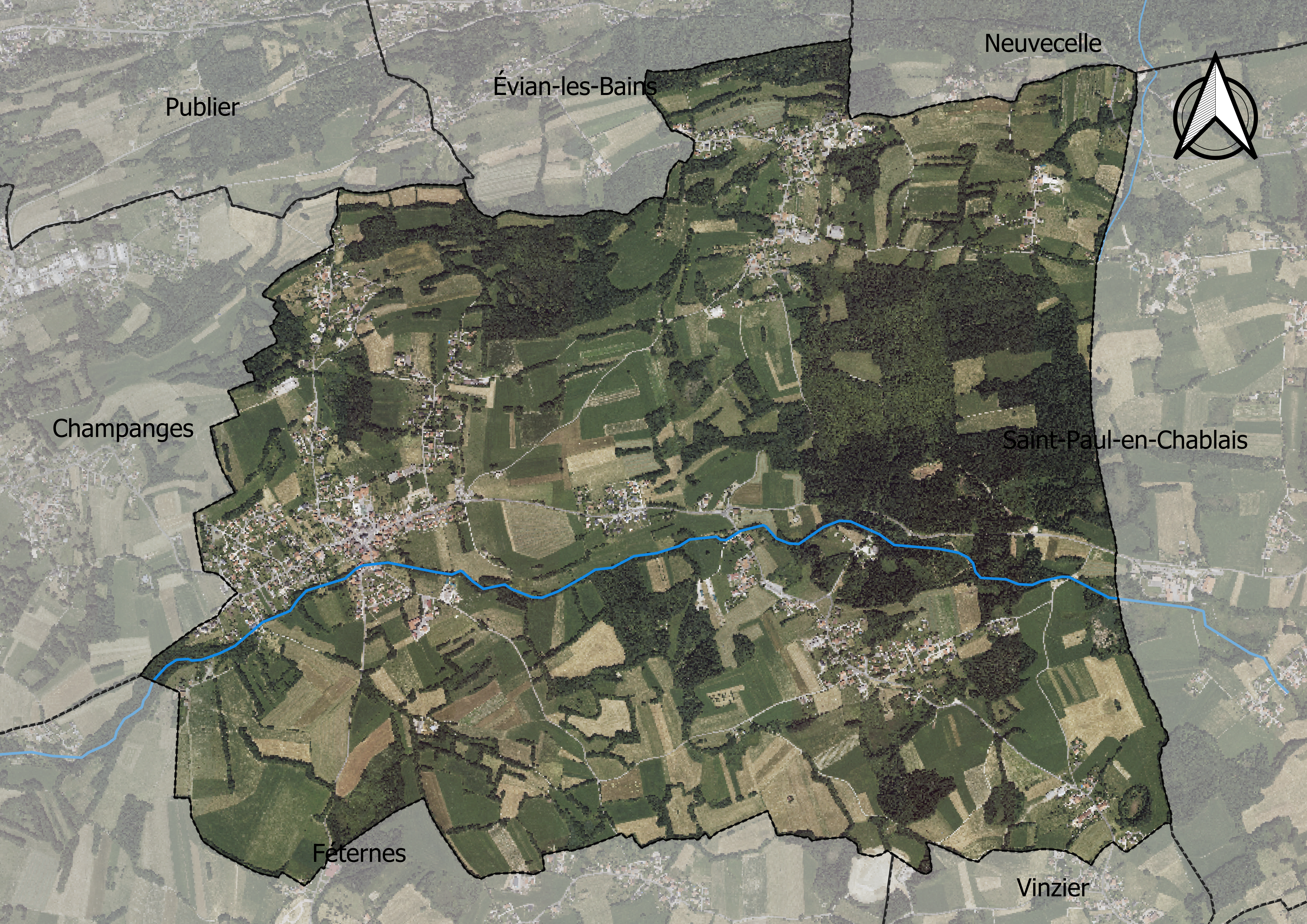
Carte orthophotogrammétrique de la commune.

### Typologie
Au 1er janvier 2024, Larringes est catégorisée commune rurale à habitat dispersé, selon la nouvelle grille communale de densité à sept niveaux définie par l'Insee en 2022.
Elle est située hors unité urbaine. Par ailleurs la commune fait partie de l'aire d'attraction de Thonon-les-Bains, dont elle est une commune de la couronne,. Cette aire, qui regroupe 18 communes, est catégorisée dans les aires de 50 000 à moins de 200 000 habitants,.

### Occupation des sols
L'occupation des sols de la commune, telle qu'elle ressort de la base de données européenne d’occupation biophysique des sols Corine Land Cover (CLC), est marquée par l'importance des territoires agricoles (72,2 % en 2018), en diminution par rapport à 1990 (75,1 %). La répartition détaillée en 2018 est la suivante : 
prairies (66,7 %), forêts (18,5 %), zones urbanisées (9,3 %), zones agricoles hétérogènes (5,5 %).
L'IGN met par ailleurs à disposition un outil en ligne permettant de comparer l’évolution dans le temps de l’occupation des sols de la commune (ou de territoires à des échelles différentes). Plusieurs époques sont accessibles sous forme de cartes ou photos aériennes : la carte de Cassini (XVIIIe siècle), la carte d'état-major (1820-1866) et la période actuelle (1950 à aujourd'hui).

### Habitat et logement
En 2020, le nombre total de logements dans la commune était de 696, alors qu'il était de 570 en 2015 et de 510 en 2010.
Parmi ces logements, 89 % étaient des résidences principales, 5,5 % des résidences secondaires et 5,5 % des logements vacants. Ces logements étaient pour 80,9 % d'entre eux des maisons individuelles et pour 18,7 % des appartements.
Le tableau ci-dessous présente la typologie des logements à Larringes en 2020 en comparaison avec celle de la Haute-Savoie et de la France entière. Une caractéristique marquante du parc de logements est ainsi une proportion de résidences secondaires et logements occasionnels (5,5 %) inférieure à celle du département (23,7 %) et à celle de la France entière (9,7 %). Concernant le statut d'occupation de ces logements, 77,6 % des habitants de la commune sont propriétaires de leur logement (76,8 % en 2015), contre 60,2 % pour la Haute-Savoie et 57,5 pour la France entière.
| Typologie                                               | Larringes | Haute-Savoie | France entière |
| ------------------------------------------------------- | --------- | ------------ | -------------- |
| Résidences principales (en %)                           | 89        | 69,8         | 82,1           |
| Résidences secondaires et logements occasionnels (en %) | 5,5       | 23,7         | 9,7            |
| Logements vacants (en %)                                | 5,5       | 6,5          | 8,2            |

#### Voies de communication et transports
- La route depuis Thonon-les-Bains au nord-ouest, Évian-les-Bains au nord et Abondance (Haute-Savoie) au sud.
- L'autoroute A40, sortie n°14 à Annemasse ou sortie n°15 à Nangy.
- Gare SNCF à Évian-les-Bains.
- Aéroport international de Genève à 49 km.
- Les transports en commun d'Évian-les-Bains (ÉVA'D) desservent la commune.

## Toponymie
Le toponyme Larringes est un nom d'origine burgonde qui dérive d'un primitif *Laderingo, « chez les Laderingi »,. Pour l'auteur de Evian et le Chablais (1993), le nom primitif pourrait provenir soit Laderic ou encore Laderich, qui se traduit par « le guerrier qui provoque au combat », voire le nom propre Ladaha.
La première mention remonte à l'an 892 avec ad ladrinio colonica, dans le Cartulaire de Lausanne, (Régeste genevois, n°109). Au XIIe siècle, la forme évolue en Larringis en 1170 et vers 1344,. On trouve également les formes larrinio en 1188 ou encore Larringio en 1344. Durant l'occupation du duché de Savoie par les troupes révolutionnaires françaises et durant l'Empire, c'est la forme Larringe qui est utilisée.
En francoprovençal, le nom de la commune s'écrit Larinzho (graphie de Conflans) ou Larrinjo / Lârrinjo (ORB).

## Histoire
Tous les anciens peuples, Celtes, Gallo-Romains, qui foulèrent le sol de la commune reconnurent l’importance de son implantation. Sa vue incomparable, des Alpes bernoises au Fort l’Écluse, des Monts du Jura au Mont-Blanc sur un rayon de plus de 100 km en faisait un véritable point stratégique.
Au Moyen Âge, la peste décima la population.
En 1860 Champanges fut détachée de Larringes par démembrement pour devenir une commune à part entière par le décret du 20 décembre (J.O. du 12 janvier 1861).
Le décret du 16 mars 1867 modifia la limite entre la commune de Larringes et celle de Champanges.

## Politique et administration

### Rattachements administratifs et électoraux

#### Rattachements administratifs
La commune se trouve  dans l'arrondissement de Thonon-les-Bains du département la Haute-Savoie.
Elle faisait partie depuis 1793 du canton d'Évian-les-Bains ou du mandement sarde du même nom. Dans le cadre du redécoupage cantonal de 2014 en France, cette circonscription administrative territoriale a disparu, et le canton n'est plus qu'une circonscription électorale.

#### Rattachements électoraux
Pour les élections départementales, la commune fait partie depuis 2014 d'un nouveau canton d'Évian-les-Bains porté de 15 à 33 communes.
Pour l'élection des députés, elle fait partie de la cinquième circonscription de la Haute-Savoie.

### Intercommunalité
Larringes était membre de la communauté de communes du pays d'Évian, un établissement public de coopération intercommunale (EPCI) à fiscalité propre créé en 2005 et auquel la commune avait transféré un certain nombre de ses compétences, dans les conditions déterminées par le code général des collectivités territoriales.
Dans le cadre des dispositions de la loi portant nouvelle organisation territoriale de la République du 7 août 2015, qui prévoit que les établissements publics de coopération intercommunale (EPCI) à fiscalité propre doivent avoir un minimum de 15 000 habitants, cette intercommunalité a fusionné avec sa voisine pour former, le 1er janvier 2017, la communauté de communes Pays d'Évian Vallée d'Abondance, dont est désormais membre la commune.

### Liste des maires
Voici la liste de l'ensemble des maires qui se sont succédé à la mairie de Larringes[réf. nécessaire] :
| Période   | Période                        | Identité               | Étiquette | Qualité |
| --------- | ------------------------------ | ---------------------- | --------- | --- |
| 1900      | 1905                           | Alexis Bochaton        |           | |
| 1905      | 1908                           | Philibert Tupin        |           | |
| 1908      | 1912                           | Jean-François Chessel  | ...       | |
| 1912      | 1914                           | Jules Chessel          |           | |
| 1914      | 1929                           | Jules Larpin           |           | |
| 1929      | 1935                           | Philibert Tupin        |           | |
| 1935      | 1947                           | Eugène Bochaton        |           | |
| 1947      | 1951                           | Gustave Chessel        |           | |
| 1951      | 1965                           | Régis Boccard          |           | |
| 1965      | 1977                           | Maurice Delevaux       |           | |
| 1977      | 2001                           | Lucette Bochaton-Vicin |           | |
| 2001      | 2010                           | Gilbert Duffour        |           | |
| 2010      | avril 2023                     | Jean-René Bouron       |           | Président de l’association de protection de l’impluvium de l’eau minérale d’Évian Ancien secrétaire général de la sous-préfecture de Thonon Vice-président de la CC Pays d'Évian Vallée d'Abondance[Quand ?] Mort en fonction |
| juin 2023 | En cours (au 30 novembre 2023) | Georges Blanc          |           | Agriculteur retraité |

## Équipements et services publics

### Enseignement
Larringes relève de l'académie de Grenoble. Celle-ci évolue sous la supervision de l'inspection départementale de l'Éducation nationale.
On note la Halte-Garderie parentale « Les Lutins » de 1 an à 4 ans et le Centre de Loisirs de Larringes de 4 à 14 ans.

## Population et société
Ses habitants sont les Larringeoises et les Larringeois.

### Démographie
L'évolution du nombre d'habitants est connue à travers les recensements de la population effectués dans la commune depuis 1793. Pour les communes de moins de 10 000 habitants, une enquête de recensement portant sur toute la population est réalisée tous les cinq ans, les populations de référence des années intermédiaires étant quant à elles estimées par interpolation ou extrapolation. Pour la commune, le premier recensement exhaustif entrant dans le cadre du nouveau dispositif a été réalisé en 2007.

En 2022, la commune comptait 1 589 habitants, en évolution de +14,56 % par rapport à 2016 (Haute-Savoie : +6,01 %, France hors Mayotte : +2,11 %).
| 1793 | 1800 | 1806 | 1822  | 1838  | 1848  | 1858  | 1861 | 1866 |
| ---- | ---- | ---- | ----- | ----- | ----- | ----- | ---- | ---- |
| 653  | 722  | 735  | 1 123 | 1 141 | 1 101 | 1 059 | 597  | 642  |

| 1872 | 1876 | 1881 | 1886 | 1891 | 1896 | 1901 | 1906 | 1911 |
| ---- | ---- | ---- | ---- | ---- | ---- | ---- | ---- | ---- |
| 655  | 665  | 675  | 676  | 661  | 666  | 637  | 630  | 575  |

| 1921 | 1926 | 1931 | 1936 | 1946 | 1954 | 1962 | 1968 | 1975 |
| ---- | ---- | ---- | ---- | ---- | ---- | ---- | ---- | ---- |
| 523  | 548  | 543  | 463  | 447  | 457  | 529  | 540  | 542  |

| 1982 | 1990 | 1999 | 2006  | 2007  | 2012  | 2017  | 2022  | - |
| ---- | ---- | ---- | ----- | ----- | ----- | ----- | ----- | - |
| 583  | 734  | 976  | 1 151 | 1 176 | 1 262 | 1 424 | 1 589 | - |

### Manifestations culturelles et festivités
- La foire agricole de la Saint-Maurice a lieu le 26 septembre. C'est une importante foire aux bestiaux qui reste vivace et attire chaque année de nombreux amateurs. Ce jour-là, on y déguste les beignets de pommes de terre et les rissoles à la Savoyarde.
- Le dimanche précédent la foire a lieu la vogue dont le thème varie d'année en année.

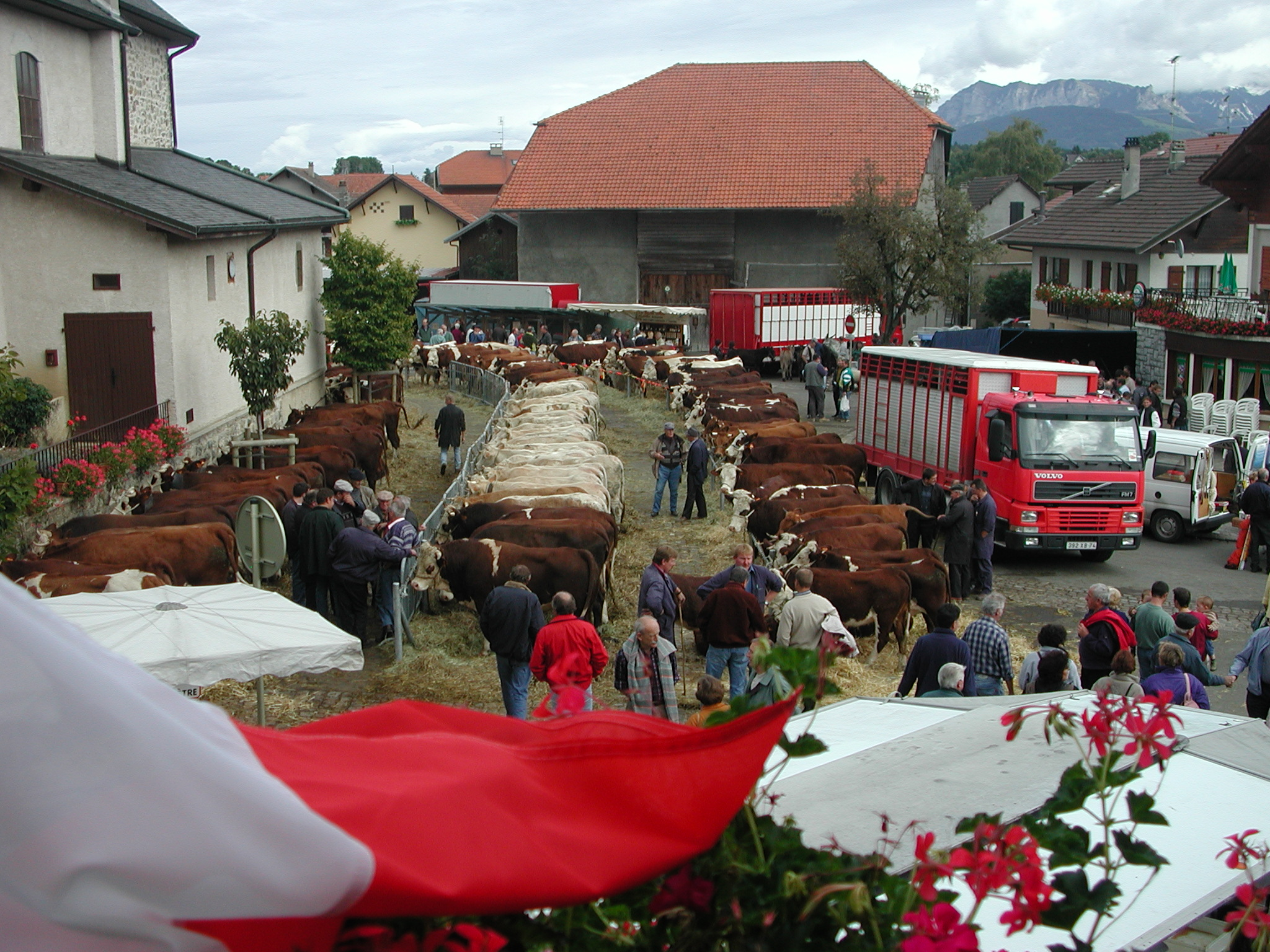
La traditionnelle foire agricole de Larringes du 26 septembre.
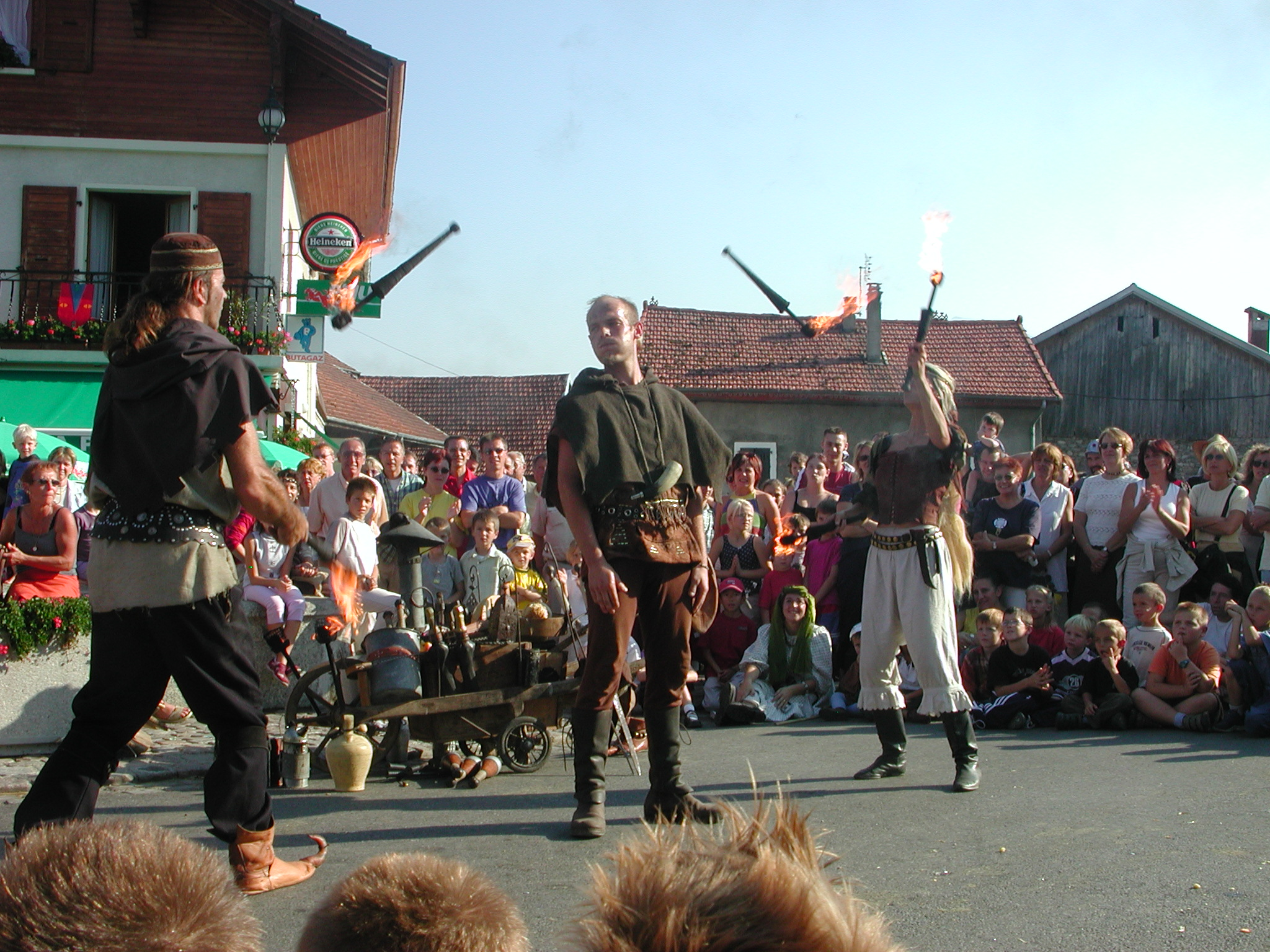
Saltimbanques lors de la vogue de Larringes.

### Sports et loisirs
De nombreuses disciplines peuvent être pratiquées sur la commune telles que :
- Football Club du Gavot ;
- Tennis ;
- Gymnastique.
- danse (salle des fete)
- Larringes possede un stade de foot, une salle des fetes, une salles de vins d honneur et des gites communaux

### Médias
- Télévision locale : TV8 Mont-Blanc.

## Économie

### Commerce
Le village, malgré sa situation rurale, est doté de toutes les commodités: épicerie, pharmacie, cabinet médical, infirmières, commerce équitable, société de transports, pizzeria, bars et restaurant. De plus, plusieurs fermes de la commune produisent des produits du terroir dont le célèbre abondance (fromage).[réf. nécessaire]

## Culture et patrimoine

### Lieux et monuments
- Château de Larringes : 
Restauré, il fut construit au Xe siècle sur des ruines romaines. Le château appartint successivement aux comtes d’Allinges, aux comtes de Savoie puis aux familles Lavanchy, Détraz, De Franlieu et enfin De Stoutz, actuels propriétaires. C'est une propriété privée, on ne peut pas le visiter.

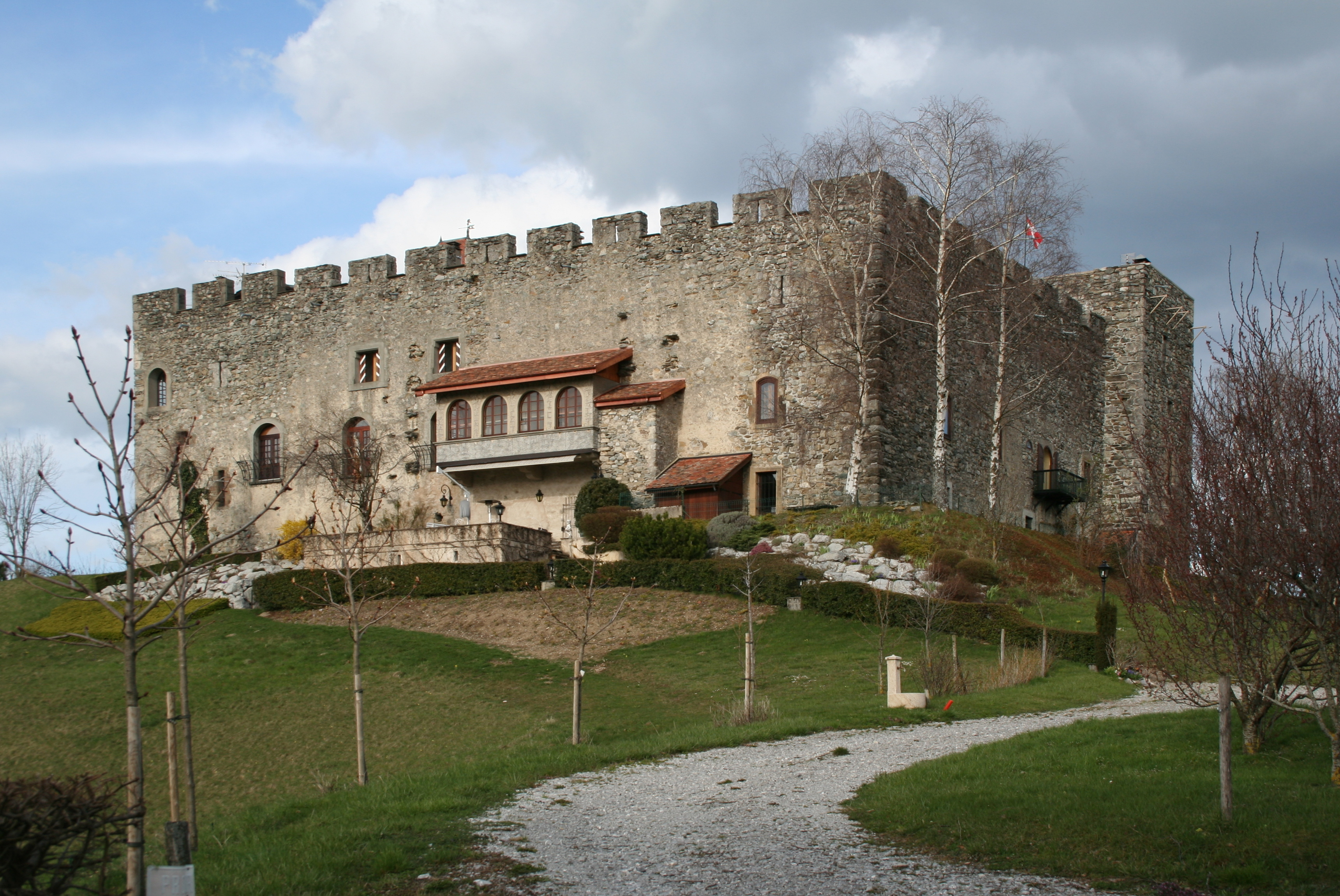
Le château de Larringes.
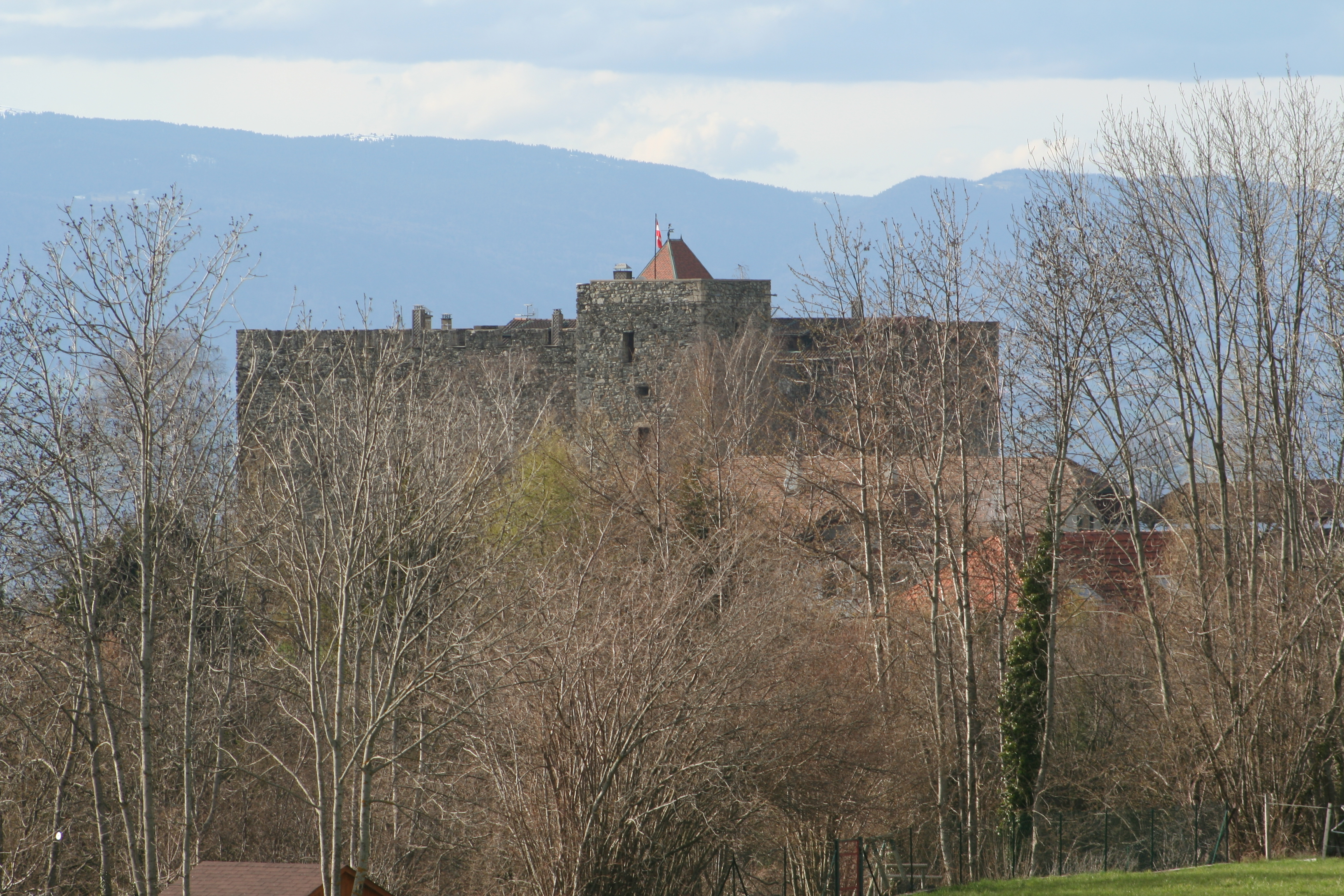
Le château depuis le cimetière.

- La Pierre Gauloise située Chez Crosson est un bloc erratique que l'on nomme pierre à cupule en raison des creux circulaires qu'elle comporte qui ont été fabriqués par l'homme préhistorique.

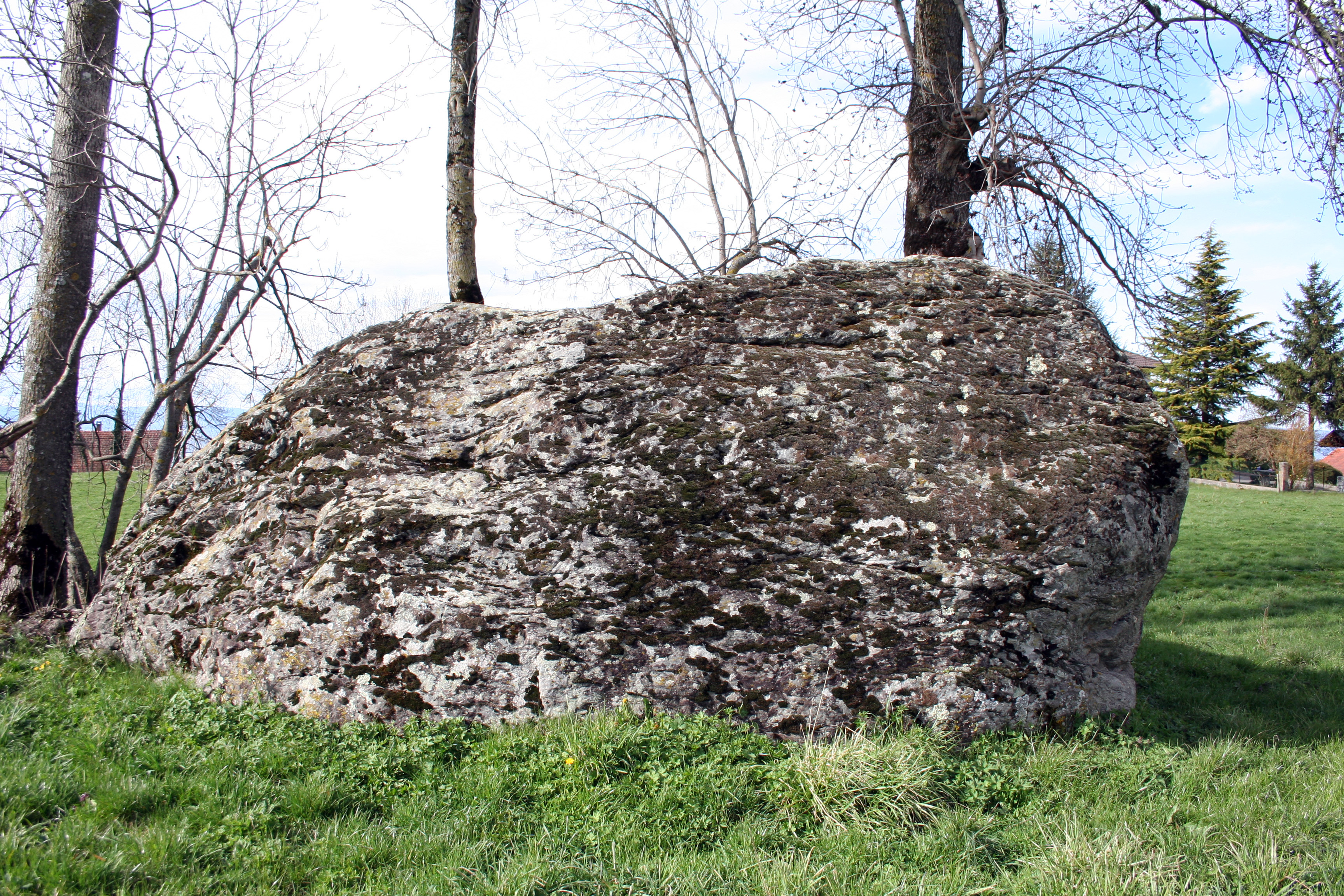
La Pierre Gauloise est une pierre à cupules au lieu-dit Chez Crosson.
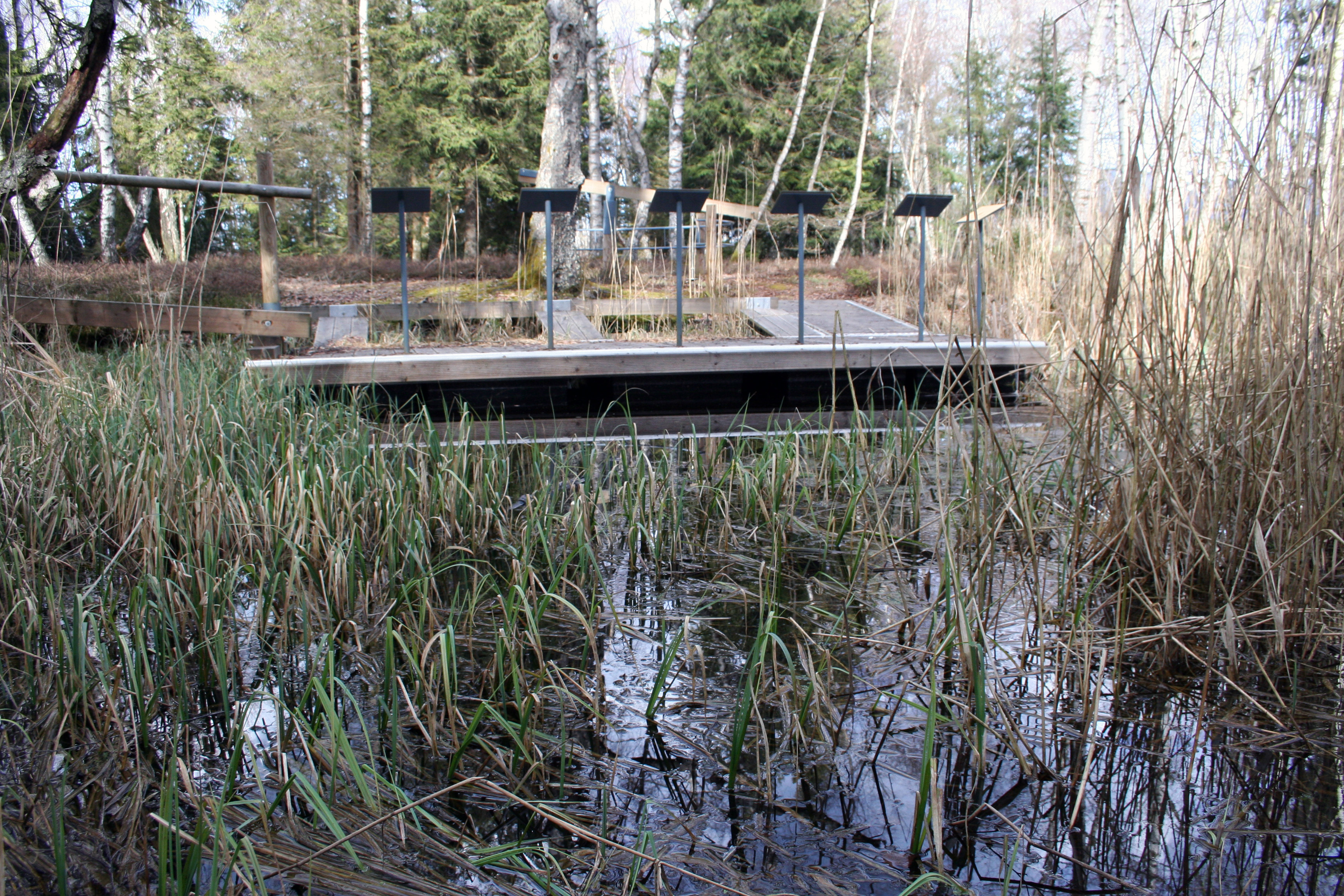
La tourbière de Verossier aménagée pour la visite.
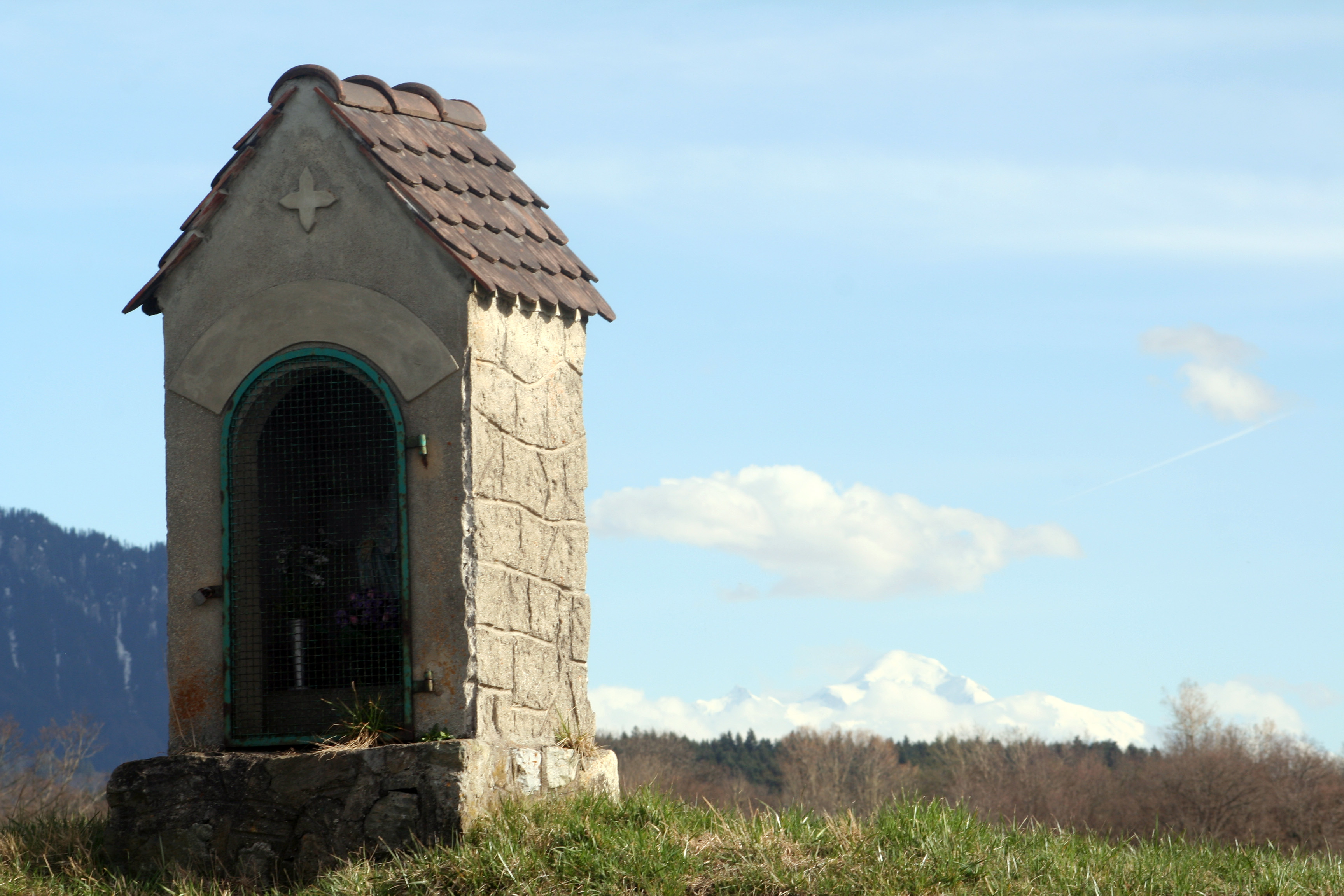
Vue sur le mont Blanc depuis le cimetière.

- L'église Saint-Maurice, dédiée à saint Maurice d'Agaune, église reconstruite entre 1814 et 1825.
- chapelle privée Chez Crosson appartenant à la famille Milliet. Cette chapelle fut construite en 1895 par un prêtre natif de Larringes, François-Marie Milliet.

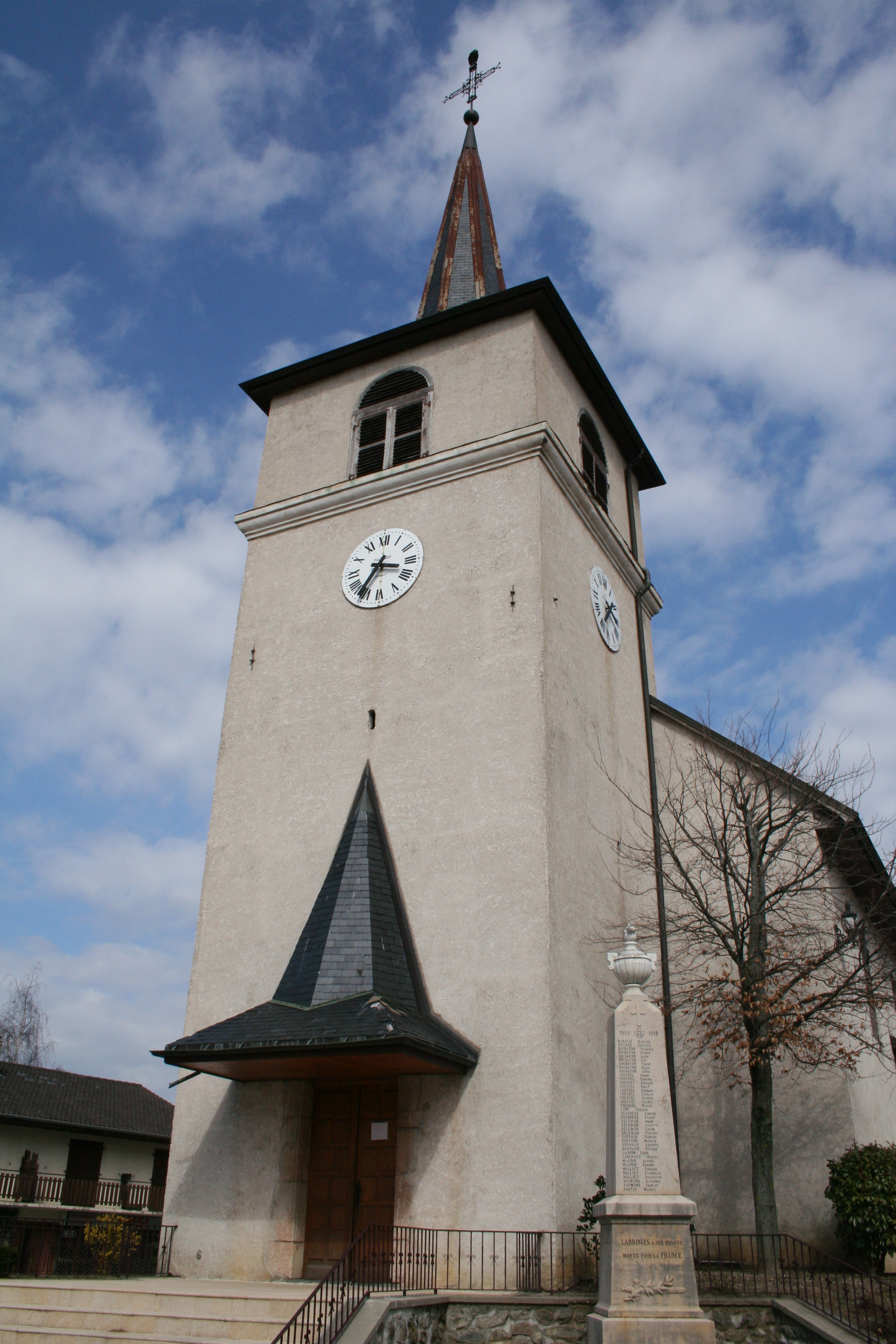
L'église au chef-lieu.
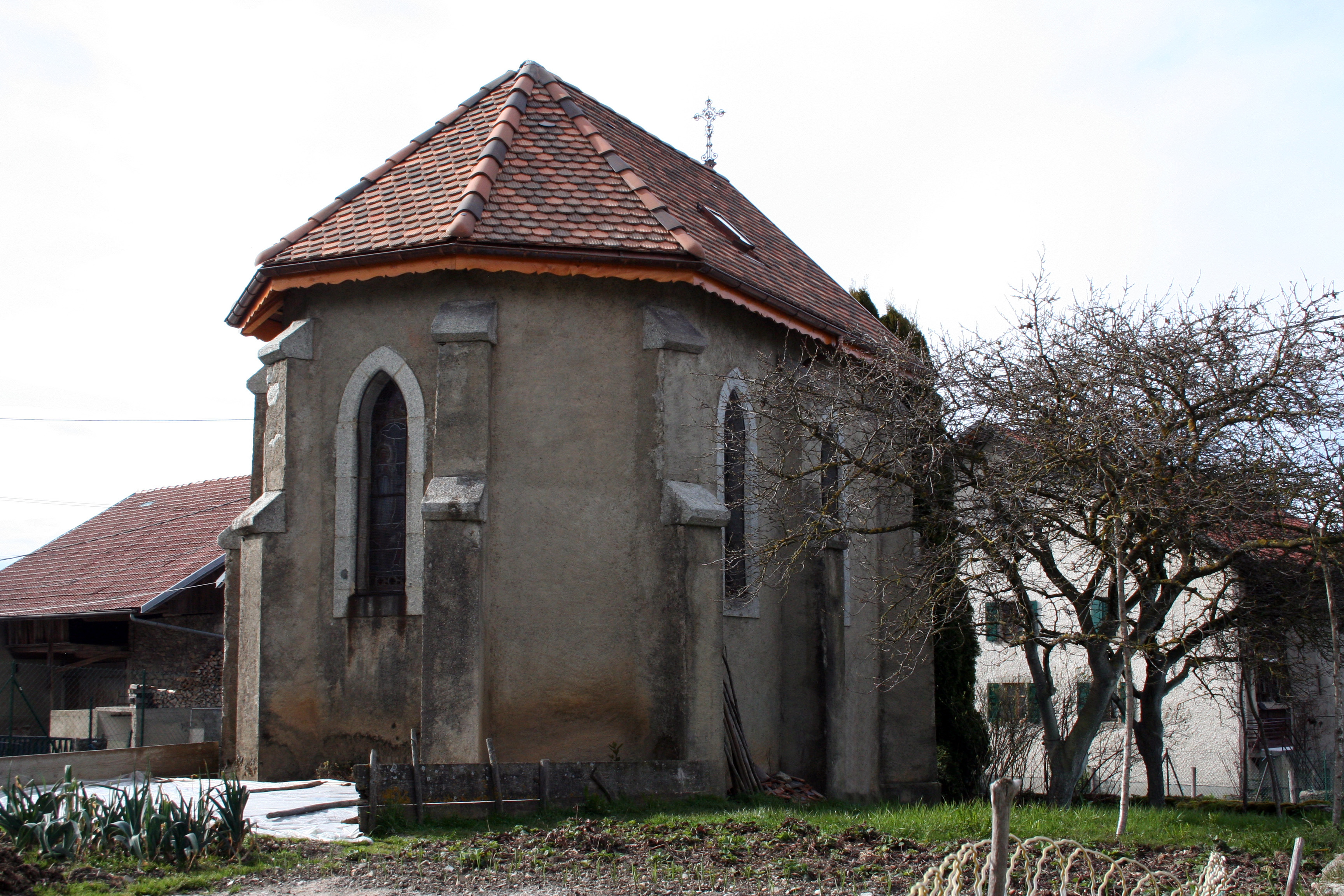
La chapelle Milliet au hameau Chez Crosson.
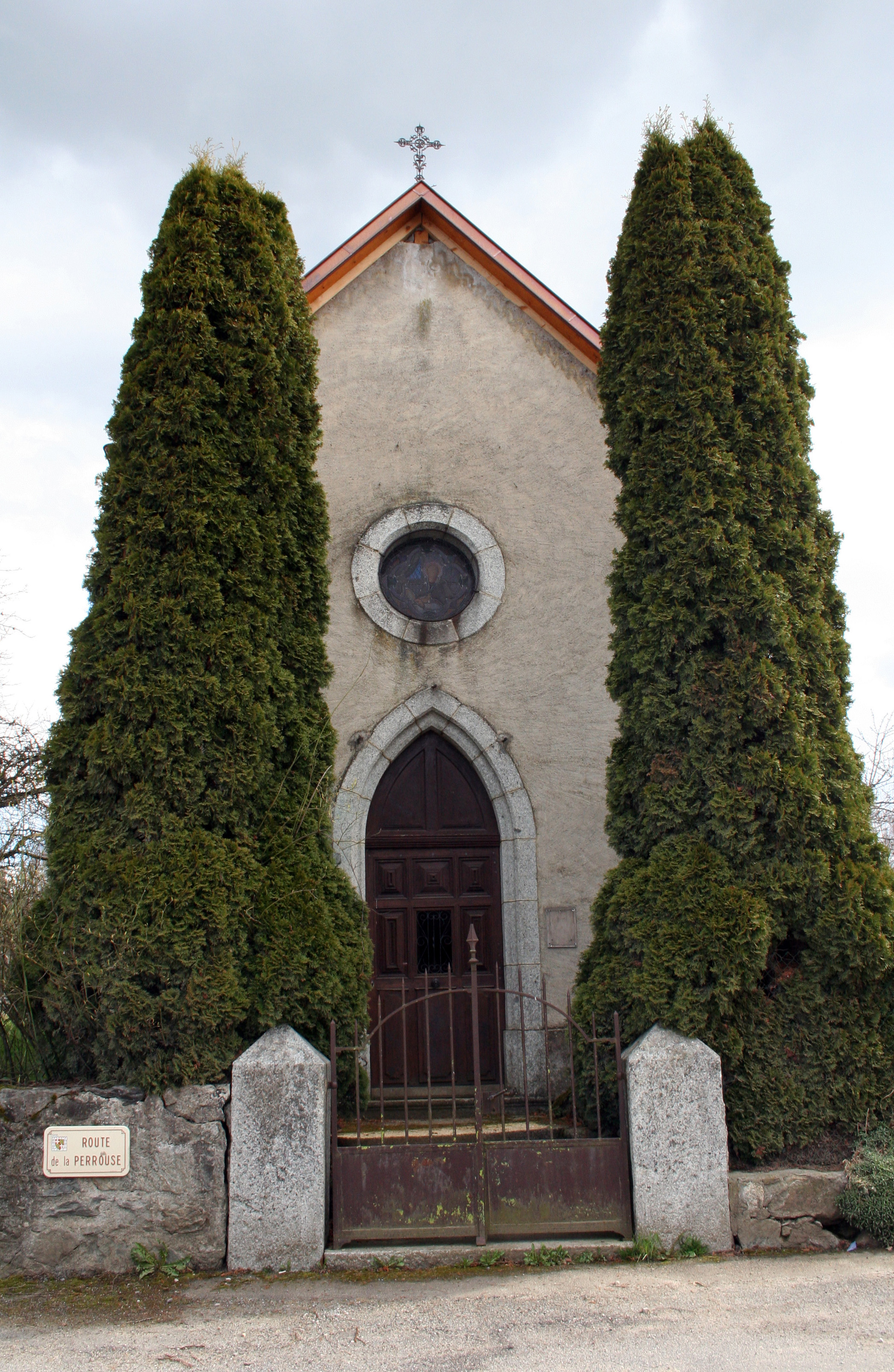
La chapelle Milliet.

### Personnalités liées à la commune
- Lucie Colliard-Parmeland (1877-1961), enseignante, militante féministe et communiste, a séjourné à Larringes d'où son mari était originaire.

### Héraldique
| Blason de Larringes | Blason  | Écartelé : au premier et au quatrième de gueules à la croix d'argent, au deuxième et au troisième de sable aux trois pals d'or. |
| Blason de Larringes | Détails | Le statut officiel du blason reste à déterminer.                                                                                |